# Сказание о чудесах Владимирской иконы Божией Матери
«Сказание о чудесах Владимирской иконы Божией Матери» («О чюдесех пречистыя Богородица Володимирьскои иконы») — русское литературное произведение, включающее цикл рассказов, основная часть которых посвящена описанию чудес, совершённых в XII веке Владимирской иконой Божией Матери. Датируется второй половиной XII века (большинство исследователей) или 70—80-ми годами XV века. Памятник владимирской литературы. Повествуется о перенесении иконы Богоматери из Вышгорода во Владимир князем Андреем Боголюбским и прославлении Богоматерью Своего образа многими чудесами во время перенесения и позднее, во Владимире и других русских городах. Произведение, предположительно, связано с деятельностью Андрея Боголюбского, при котором распространилась идея об особом покровительстве Богородицы Владимирскому княжеству.

## Текстология
В рукописной традиции известно около 20 списков этого произведения в составе сборников разного состава и Четьих-Миней. Самый ранний список датируется 60—70-ми годами XV века, самый поздний — серединой XVII века.
Списки делятся на две группы: пространную и краткую. В пространных списках рассказу о чудесах иконы предшествует «Сказание о победе над волжскими болгарами 1164 года» и краткая запись о том же событии, сходная с известием в Лаврентьевской летописи. В конце «Сказания о чудесах Владимирской иконы» помещены две статьи о чудесах византийских святынь: иконы Одигитрия и ризы Богородицы. В кратких списках содержится только текст «Сказания о победе над волжскими болгарами», за которым в некоторых списках следует «Слово великого князя Андрея Боголюбского о милости Божией». Пространный и краткий варианты имеют одинаковое начало: «Месяца августа в 1 день. Празднуем всемилостивому Христу и Пречистей Его Матери».
По стилю сказания существенно отличаются: «Сказание ο победе над волжскими болгарами» более тесно связано с литературной традицией, книжным каноном, присутствуют библейские параллели и реминисценции, в то время как «Сказание ο чудесах Владимирской иконы» характеризуется разговорным языком, выразительностью диалогов, бытовыми реалиями XII века, которыми наполнен текст, в описании чудес не наблюдается зависимости от литературного канона.

## Содержание
Сказание начинается со сравнения иконы Богородицы с солнцем, обходящим и обогревающим всю вселенную. Сравнение показывает, что милость Богоматери вместе с Её иконой переходит на новые земли, к новым людям. Вместо традиционного абстрактного без времени и места начала рассказа дана точная географическая привязка. Князь Андрей Боголюбский принимает решение идти на Север. Он расспрашивает об иконах, потому что на новом месте ему нужна будет чтимая Заступница. Его внимание привлекает рассказ об иконе Вышеградского женского монастыря, которая трижды сходила с места. В православной традиции известно много чудес, когда икона сама выбирала себе место, переносясь из Палестины в Константинополь, из Константинополя в Рим, а затем обратно в Константинополь. Особое распространение эти сказания получили в период упрочения иконопочитания. В особенности это коснулось икон Богоматери в Константинополе и на Афоне.
Андрей не уносит икону из своего удельного княжества, а смиренно, на коленях перед ней, просит Богоматерь посетить «новопросвѣщеныя люди» и стать его Заступницей в Ростовской земле. В пути совершаются чудеса — спасение завязшего в речном дне проводника и избавление Микулиной попадьи от сбесившегося коня. Они призваны продемонстрировать, что дело, предпринятое Андреем «безъ отнѣ волѣ», получило покровительство Богоматери. Андрей, его сподвижники и клир Вышегородского храма, который нарочито выделен в Сказании, направляется из Киева во Владимир по Днепру, поднимаются почти до его истоков, затем направляются к реке Вазузе и далее к верховью Москва-реки, мимо Москвы достигают реки Клязьмы, текущей κ Владимиру. Этот довольно длинный путь был выбран князем, вероятно, из опасений погони отца. Он подтверждается реалиями, почерпнутыми из второго чуда, ο спасении попадьи. Здесь упоминаются Рогожские поля, находившиеся на берегу Москва-реки у села Рогож. Описываются чудеса исцеления, происходившие не только с жителями Владимира и Владимиро-Суздальской земли, но и с жителями Мурома, Твери (одно из первых упоминаний города в письменности) и даже далёкого Переяславля Русского. Предполагается, что для Андрея Боголюбского, стремившегося сделать Владимир центром Северо-Восточной Руси, важным было показать, что слава ο чудотворной иконе прошла по всей Русской земле.
Икону не только славят все концы Русской земли, ей также шлют подарки. Благодарственные приношения иконе восходят к древней православной традиций, идущей от Иоанна Дамаскина, который, по преданию, преподнёс в память чудесного исцеления своей отрубленной руки серебряный слепок кисти руки, прикреплённый к иконе Богородицы, получившей название Троеручица. Эта традиция до настоящего времени широко распространена в Греции и на Афоне. На Руси она не получила большого развития. В XVI веке в распространённой редакции «Сказания об иконе Владимирской Богоматери» эпизоды с приношением подарков иконе были исключены.
Сказание описывает десять чудес, совершившихся благодаря молитвенному обращению к Владимирской иконе Богоматери:
1. явлено на пути князя Андрея Боголюбского в Залесскую землю, на реке Вазузе. Проводник, искавший брод, начал тонуть, но по молитве князя перед Владимирской иконой вышел на берег.
2. на Рогожских полях. спасение беременной жены попа Микулы от взбесившегося коня.
3. в Успенском соборе Владимира. Сухорукого человека при обращении к Владимирской иконе Богородица взяла за больную руку и продержала до окончания литургии, после чего больной сразу выздоровел. Свидетелями чуда названы князь Андрей и поп Нестор.
4. исцеление «болезновавшей родами» супруги князя Андрея. В день праздника Успения Пресвятой Богородицы Владимирскую икону омыли водой. Княгиня выпила эту воду и благополучно родила сына Юрия.
5. спасение омовением водой от Владимирской иконы младенца «от чародейства в яйце».
6. исцеление целебной водой от Владимирской иконы «некой жены» из Мурома, страдавшей болезнью сердца.
7. в Славятином монастыре в Переяславле Русском. Исцеление ослепшей игуменьи Марии. Брат игуменьи, воевода князя Андрея Борис Жидиславич, умолил священника Лазаря дать святой воды от Владимирской иконы, чтобы послать её в Переяславль. Мария выпила воды, помазала ею очи и в тот же день прозрела.
8. названо в сказании «новым». Исцеление женщины по имени Евфимия, семь лет страдавшей от болезни сердца. От священника Лазаря Евфимия узнала о чудодейственной силе воды от Владимирской иконы. Она послала с ним во Владимир к иконе драгоценные украшения, «усирязи» (серьги) и «рясы златые», и попросила принести целебной воды. Испив воды она выздоровела.
9. исцеление тверской боярыни, которая была трое суток «болящей дитятем» и находилась при смерти. По совету священника Лазаря она дала обет «святой Богородице Владимирской» и благополучно родила сына. Выполняя свое «обещание», боярыня послала к Владимирской иконе свои «златые косы и усерязи».
10. во Владимире. Спасение двенадцати человек, погребенных под упавшими Золотыми воротами проездной башни Владимира («исторгшимися от стен» дубовыми створами ворот[5]). По молитве князя Андрея Владимирской иконе люди остались живы[2].

В Сказании Андрей Боголюбский предстает ревностным почитателем Богоматери, по молитвам которого к Владимирской иконе было явлено много чудес.
В более поздней редакции Сказания присутствует описание ещё одного чуда Божией Матери. Повозка с иконой остановилась на некотором месте, и кони не могли её сдвинуть. В сонном видении Андрею Боголюбскому является Богоматерь и велит устроить на этом месте церковь Своего Рождества, а икону не везти в Ростов, но оставить во Владимире. В редакции Сказания XII века это чудо отсутствует, но, по мнению А. В. Назаренко, данный эпизод является ранним, поскольку упоминается в статье «А се князи рустии» первой половины XV века, читающейся в дополнении к Комиссионному списку Новгородской первой летописи. На указанном месте была построена загородная резиденция Андрея с храмом Рождества Богородицы, Боголюбово.

## Источниковедение
Большинство исследователей Сказания, посвятивших ему специальные работы или только упоминавшие о нём, связывали время создания произведения с периодом княжения Андрея Боголюбского. По мнению Н. Н. Воронина, Сказание было написано до 1164 года. А. Н. Насонов рассматривал два варианта датировки: 1164 год и 1164—1185 годы. А. И. Анисимов относил появление Сказания к 1164—1180 годам. И. Л. Жучкова отмечает, что исследователи не учитывали составного характера произведения. Наряду со «Сказанием о победе над волжскими болгарами» и рассказом о чудесах Владимирской иконы в произведение входят летописная запись, повторяющая текст «Сказания о победе над болгарами», и две статьи о византийских святынях. По мнению исследовательницы, в таком виде «Сказание о чудесах Владимирской иконы» сложилось позднее, в 70—80-х годах XV века, однако рассказ о чудесах иконы и «Сказание о победе над болгарами» существовали уже в XII веке.
По мнению Будовница и Насонова, вдохновителем рассказа о чудесах Владимирской иконы был Андрей Боголюбский. Забелин и В. С. Иконников считали князя непосредственным участником создания произведения. Воронин соглашался с Забелиным и относил составление рассказа о чудесах иконы к окружению князя — считал составителями священников владимирского Успенского собора Лазаря, Нестора и Микулу, которые пришли с князем Андреем из Вышгорода. Учёный считал, что древний текст повествования о чудесах иконы был значительно пространнее и подробнее, а также содержал отсутствующий в Сказании рассказ о чуде в Боголюбове, впервые упомянутый в Комиссионном списке XV века Новгородской первой летописи. по мнению В. А. Кучкина, автором был Нестор, а Лазарь — «подробным информатором». Раннее происхождение «Сказания о победе над болгарами» подтверждается текстом «Слова великого князя о милости Божией», который в некоторых списках продолжает текст Сказания о победе. В Слове говорится, что праздник в честь победы над болгарами установлен «худым и грешным рабом Божиим Андреем князем, сыном Георгиевым, внуком Мономахова именем Владимира, царя и князя всея Руси». По мнению Забелина, так о себе мог говорить только сам Андрей Боголюбский. Учёный даже связывал с ним авторство «Сказания о победе над волжскими болгарами». О вероятности существовании Сказания о победе уже в XII веке может свидетельствовать упоминание о празднике Спаса и Богородицы в Троицком кондакаре конца XII — начала XIII века. и в Евангелии из Архангельского собора. По мнению Жучковой «Сказание о победе над волжскими болгарами» и рассказ о чудесах Владимирской иконы являлись двумя самостоятельными произведениями XII века. В конце XV века они были объединены и вместе с другими статьями составили «Сказание о чудесах Владимирской иконы».
По мнению Л. А. Щенниковой, «Сказание о чудесах Владимирской иконы» составлено в 1163—1164 годах, спустя несколько лет после её перенесения из Вышгорода во Владимир, когда был построен владимирские Успенский собор и освящена церковь Богородицы на Золотых воротах. Лица, упоминаемые в рассказах, и все подробности повествования отвечают реалиям 1155 года и начала 60-х годов XII века.
В. П. Гребенюк считает Сказание одним из произведений Владимиро-Суздальской Руси XII века и рассматривает его в контексте начинаний Андрея Боголюбского, предпринятых для установления почитания Богородицы во Владимире: постройки соборов — Успенского, Рождества Богородицы, Покрова на Нерли, и установление праздника Покрова пресвятой Богородицы. По мнению учёного, произведение создавалось на основе записей клира Успенского собора, поскольку в нём несколько раз упоминаются священники этого храма Микула, Нестор и Лазарь. Инициатива создания Сказания исходила, как считает Гребенюк, от самого князя Андрея Боголюбского, видевшего в иконе Богородицы державную заступницу создаваемой им новой столицы Северо-Восточной Руси. Андрей сам был свидетелем более половины чудес, описанных в Сказании. Учёный определяет время создания Сказания временем постройки Золотых ворот (1163 год) и похода на болгар (1164 год), поскольку Сказание о чудесах иконы не упоминает о победе над болгарами, происшедшей также при покровительстве Богоматери через Её икону, и чудом ο Золотых воротах: только что построенные Золотые ворота пали и придавили жителей Владимира, собравшихся посмотреть на их красоту.

## Значение и влияние
Идейная направленность Сказания соответствует идейно-политическим мероприятиям Андрея Боголюбского. В произведении проводится идея избранности Владимиро-Суздальской земли среди других русских княжеств, подчёркивается политическое значение деятельности великого князя и покровительство ему небесных сил. Историк Ярослав Пеленский отмечает антикиевский настрой Сказания, отражавший политику Боголюбского. Для оправдания некорректного и незаконного, без отцовского разрешения, изъятия иконы из Вышгородского монастыря Боголюбским, в «Сказание» была включена версия о том, что иконе было «беспокойно» в Вышгороде, икона сама хотела перенестись в Ростовскую землю, а Боголюбский выступил просто как исполнитель высшей воли. По этой версии, священность Киевской земли с переносом иконы переносится на Ростов-Суздальскую землю и далее во Владимир. Ростово-Суздальская земля и Владимир становились преемниками Киева, Киев же становился незначимым. Период нахождения иконы в Киеве, включая историю о ее (незаконном) переносе, был включен в московскую риторику о преемственности от Киева много позже, когда в начале 1560-х годов была составлена Степенная книга.
Описанные в произведении чудеса, как и летописные записи, свидетельствуют о том, что в XII веке Владимирская икона была покровительницей прежде всего жителей Владимира, святыней князя Андрея и его приближённых.
Древнейшее «Сказание о чудесах Владимирской иконы» стало образцом для последующих сказаний о чудотворных иконах Богородицы. Идеи Сказания, в особенности идея о приоритете Владимирской земли и её князей, оказали влияние на авторов «Повести о Темир-Аксаке» XV века и «Сказания о Владимирской иконе Божией Матери» XVI века. В Сказании XVI века текст Сказания XII века о чудесах лёг в основу обширного повествования об истории общерусской святыни. Распространённая редакция Сказания XVI века включила в свой состав все чудеса из Сказания XII века.

## Издания
Опубликовано по 8 спискам.
- Ключевский В. О. Сказание о чудесах Владимирской иконы Божьей матери. — СПб., 1878 (изд. Общества любителей древней письменности, № 30);
- Забелин И. Е. Следы литературного труда Андрея Боголюбского // В кн.: Археологические известия и заметки. — М., 1895. — № 2—3. — С. 37—49.
- Сказание о чюдесах Владимирской иконы Богородицы / Подготовка текста, перевод и комментарии В. П. Гребенюка // Библиотека литературы Древней Руси / РАН. ИРЛИ; Под ред. Д. С. Лихачёва, Л. А. Дмитриева, А. А. Алексеева, Н. В. Понырко. — СПб. : Наука, 1997. — Т. 4 : XII век;
- Гребенюк В. П. Икона Богоматери Владимирской и духовное наследие Москвы. — М., 1997. — С. 21—38, 150—161;
- Клосс Б. М. Избранные труды. — М., 2001. — Т. 2. — С. 152—155.